# Gate-Hefer
Gate-Hefer ou Gath-hepher (hebraico: גַּת הַחֵֽפֶר) era uma cidade fronteiriça no antigo Israel. Era o lar do profeta Jonas. A etimologia do nome é literalmente "prensa de vinho da escavação" e é mencionada duas vezes na Bíblia Sagrada, em Josué 19:13 e em 2 Reis 14:25.
Jerônimo no Império Romano (Comentário sobre Jonas) descreve a cidade "como uma vila insignificante" e conta que o túmulo de Jonas estava próximo de lá. Da mesma forma, o geógrafo medieval Benjamin de Tudela também relaciona o túmulo de Jonas em suas viagens à região.